# ダリウス・ウォルスキー
ダリウス・アダム・ウォルスキー（Dariusz Adam Wolski, 1956年 - ）は、ポーランド出身の映画及びミュージックビデオの撮影監督。

## 人物
『パイレーツ・オブ・カリビアン』シリーズの撮影監督をしたことで知られる。米国撮影者協会及び映画芸術科学アカデミーの会員である。

## フィルモグラフィ
- 暗闇がやってくる Nightfall (1988年・ポール・メイヤーズバーグ監督)
- 蜘蛛女 Romeo Is Bleeding (1993年・ピーター・メダック監督)
- クロウ/飛翔伝説 The Crow (1994年・アレックス・プロヤス監督)
- クリムゾン・タイド Crimson Tide (1995年・トニー・スコット監督)
- ザ・ファン The Fan (1996年・トニー・スコット監督)
- ダークシティ Dark City (1998年・アレックス・プロヤス監督)
- ダイヤルM A Perfect Murder (1998年・アンドリュー・デイヴィス監督)
- コヨーテ・アグリー Coyote Ugly（2000年・デヴィッド・マクナリー監督）- 第二班監督/第二班撮影監督
- ザ・メキシカン The Mexican (2001年・ゴア・ヴァービンスキー監督)
- 9デイズ Bad Company (2002年・ジョエル・シュマッカー監督)
- パイレーツ・オブ・カリビアンシリーズ（ゴア・ヴァービンスキー監督/ロブ・マーシャル監督）
  - パイレーツ・オブ・カリビアン/呪われた海賊たち Pirates of the Caribbean: The Curse of the Black Pearl (2003年)
  - パイレーツ・オブ・カリビアン/デッドマンズ・チェスト Pirates of the Caribbean: Dead Man's Chest (2006年)
  - パイレーツ・オブ・カリビアン/ワールド・エンド Pirates of the Caribbean: At World's End (2007年)
  - パイレーツ・オブ・カリビアン/生命の泉 Pirates of the Caribbean: On Stranger Tides (2011年)
- ハイド・アンド・シーク 暗闇のかくれんぼ Hide and Seek (2005年・ジョン・ポルソン監督)
- スウィーニー・トッド フリート街の悪魔の理髪師 Sweeney Todd (2007年・ティム・バートン監督)
- イーグル・アイ Eagle Eye (2008年・D・J・カルーソー監督)
- アリス・イン・ワンダーランド Alice in Wonderland (2010年・ティム・バートン監督)
- ラム・ダイアリー The Rum Diary (2011年・ブルース・ロビンソン監督)
- プロメテウス Prometheus (2012年・リドリー・スコット監督)
- 悪の法則 The Counselor (2013年・リドリー・スコット監督)
- エクソダス:神と王 Exodus:Gods and Kings (2014年・リドリー・スコット監督)
- ザ・ウォーク The Walk (2015年・ロバート・ゼメキス監督)
- オデッセイ The Martian (2015年・リドリー・スコット監督)
- エイリアン: コヴナント ALIEN:Covenant (2017年・リドリー・スコット監督)
- ゲティ家の身代金 All the Money in the World （2017年・リドリー・スコット監督）
- ウォー・マシーン: 戦争は話術だ! War Machine（2017年・デヴィッド・ミショッド監督）
- ボーダーライン: ソルジャーズ・デイ Sicario: Day of the Soldado (2018年・ステファノ・ソリマ監督)
- この茫漠たる荒野で News of the World (2020年・ポール・グリーングラス監督)
- 最後の決闘裁判 The Last Duel (2021年・リドリー・スコット監督)
- ハウス・オブ・グッチ House of Gucci (2021年・リドリー・スコット監督)
- レイズド・バイ・ウルヴス/神なき惑星 (2021年・リドリー・スコット監督)
- ナポレオン Napoleon (2023年・リドリー・スコット監督)
- フライ・ミー・トゥ・ザ・ムーン Fly Me to the Moon（2024年・グレッグ・バーランティ監督）

## 受賞・ノミネーション

### 全米撮影監督協会賞
- 1995 - クリムゾン・タイド - ノミネート

### MTV Video Music Awards 撮影賞
- 1988 – "Luka" by スザンヌ・ヴェガ - ノミネート
- 1990 – "Janie's Got a Gun" by エアロスミス - ノミネート
- 2001 – "スタン" by エミネム feat. ダイド - ノミネート